# Pertrichhof

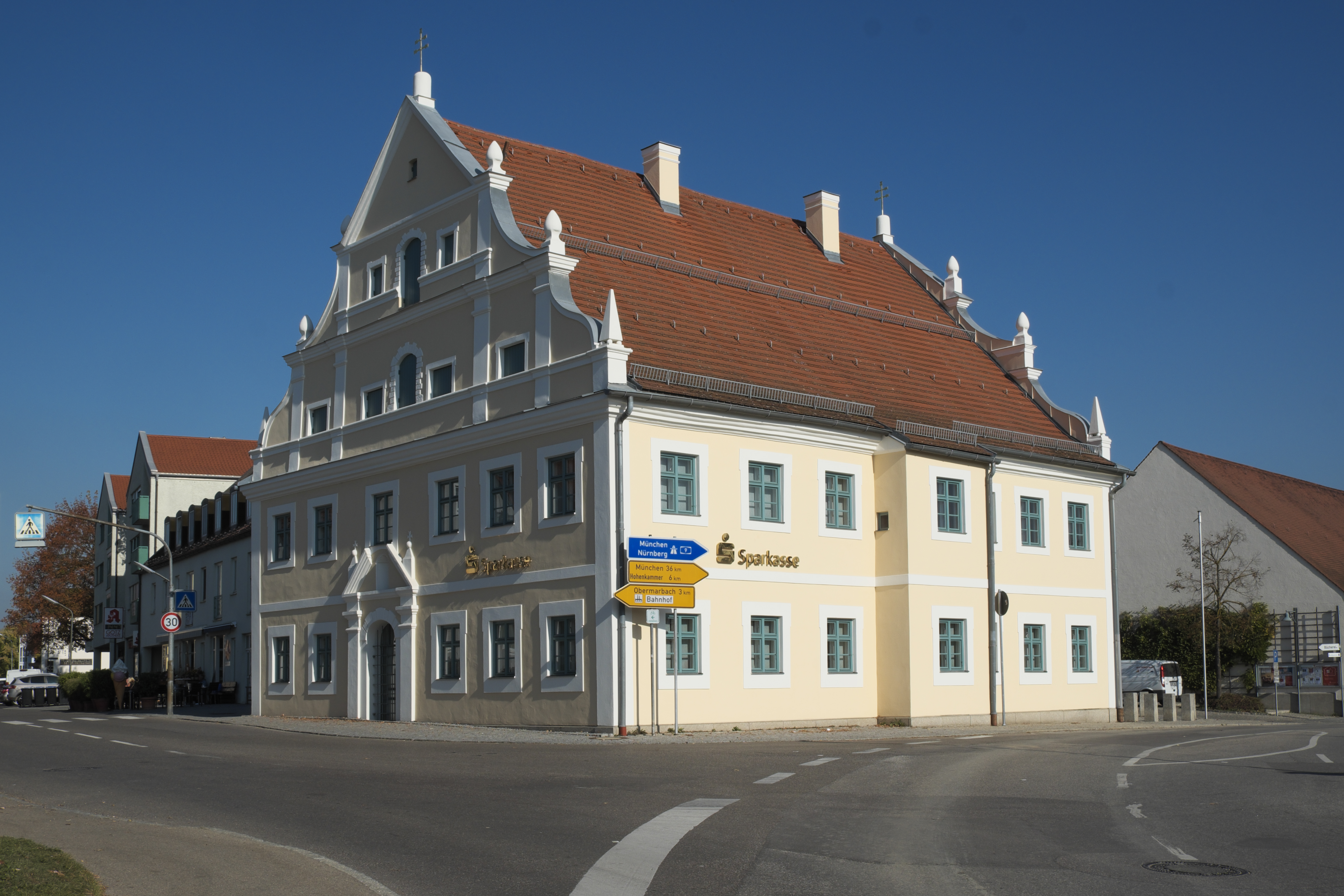
Pertrichhof in Petershausen

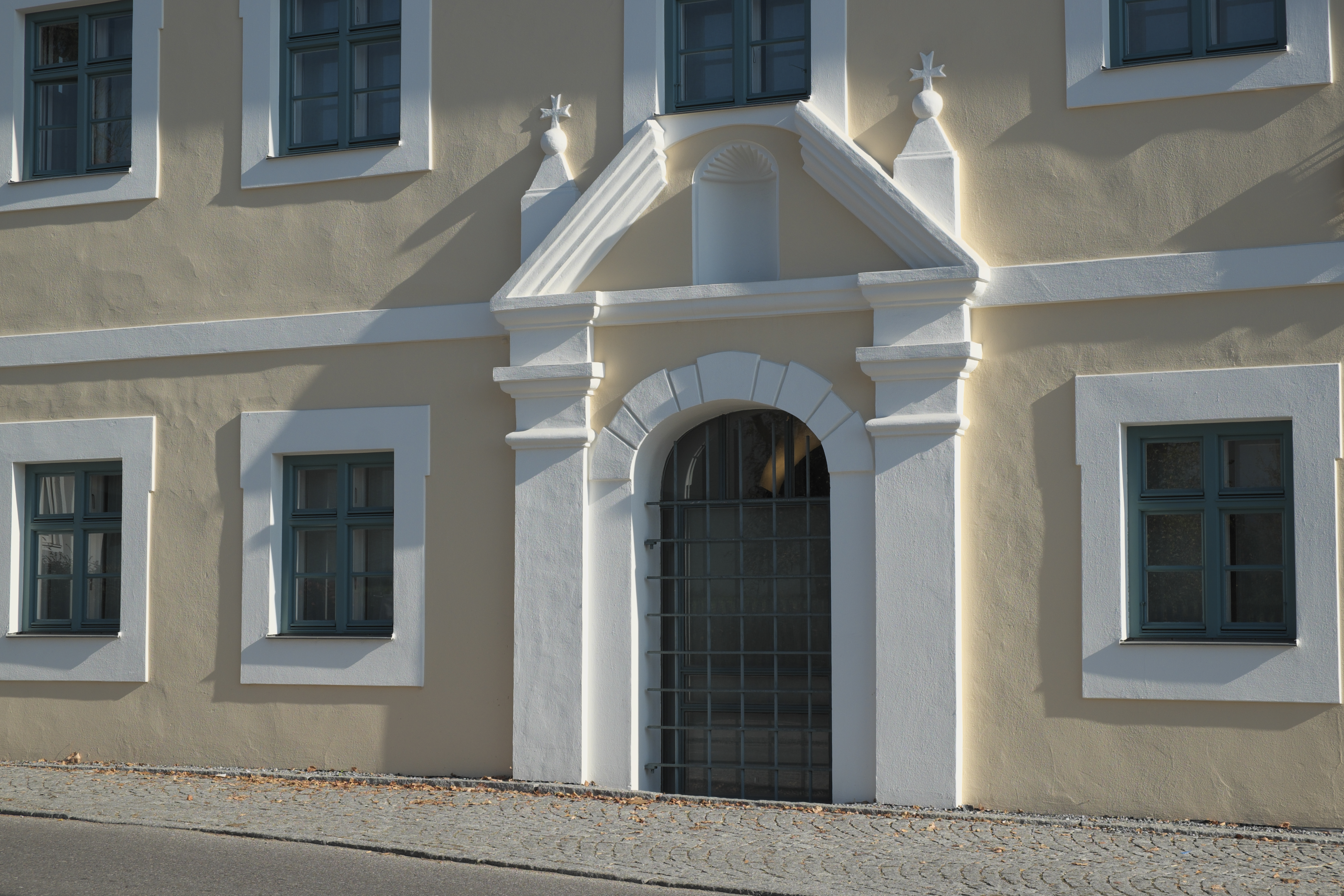
Portal

Der Pertrichhof in Petershausen, einer Gemeinde im oberbayerischen Landkreis Dachau, wurde um 1700 errichtet. Das ehemalige Gasthaus am Marktplatz 1, an der Kreuzung der beiden Hauptverkehrsverbindungen in Petershausen, ist ein geschütztes Baudenkmal.
Das zweigeschossige Gebäude mit geschweiften Giebeln, Pilastergliederung und Gesimsen besitzt ein Rundbogenportal, das  von Pilastern gerahmt und von einem Sprenggiebel bekrönt wird.
Das Barockbauwerk wurde in den letzten Jahren renoviert und wird als Sparkassenfiliale genutzt.